# Janine Berger
Janine Berger (Bubesheim, 21 aprile 1996) è una ginnasta tedesca, campionessa al volteggio all'XI Festival olimpico estivo della gioventù europea e nel campionato nazionale 2012.